# Nicerat (poeta)
Nicerat, en llatí Niceratus, en grec antic Νικήρατος, fou un poeta grec.
Va escriure diversos epigrames però únicament es pot parlar d'un dels epigrames atribuïts a Nicenet i que en realitat és d'autoria dubtosa, inclòs a l'Antologia grega, que fou probablement obra seva. L'esmenten Fabricius a Bibliotheca Graceca. vol. 4. p. 485, i Jacobs a Anthologia Graeca. vol. 7. p. 230.